# Občina Medvode

Občina Medvode - Slovinsko

Občina Medvode je jednou z 212 občin ve Slovinsku. Rozkládá se ve Středoslovinském regionu. Je jednou z 25 občin regionu. Rozloha občiny je 77,6 km2 a v lednu 2014 zde žilo 15 868 lidí. V občině je celkem 33 vesnic. Správním centrem občiny je vesnice Medvode.

## Poloha, popis
Občina Medvode se nachází v centrální části Slovinska, zhruba 12 km severozápadně od Lublaně. Rozkládá se převážně mezi Polhovgradským pohořím na západě a řekou Sávou na východě. Západní část občiny je hornatá, zatímco východní je téměř rovinatá. Nadmořská výška území je zhruba od 305 m (při Sávě) až po téměř 900 m při západním okraji.

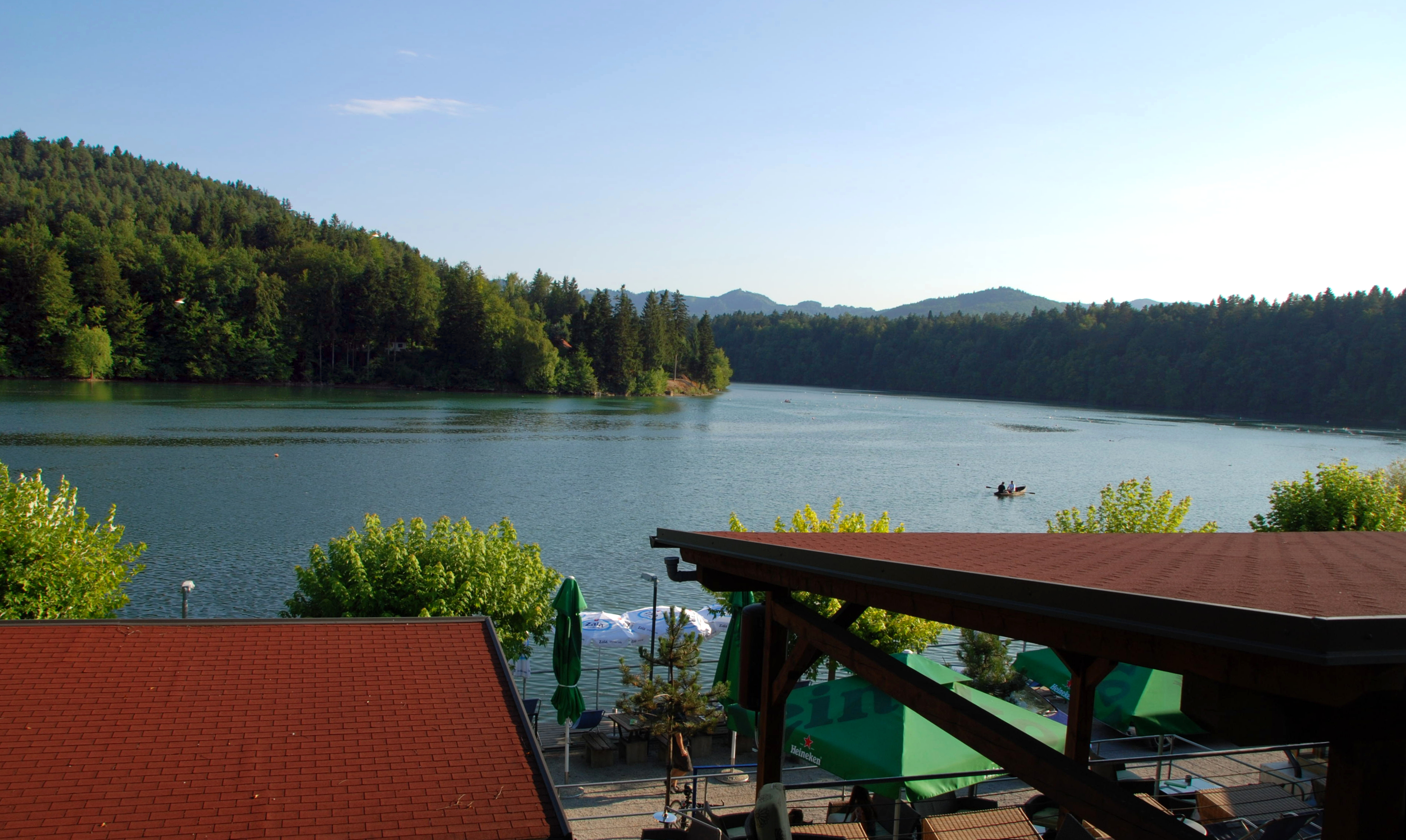
Zbiljsko jezero - Medvode

Sousedními občinami jsou: Šenčur na severu, Vodice na východě, Lublaň (slovinsky Ljubljana) na jihovýchodě, Dobrova-Polhov Gradec na jihu, Škofja Loka na západě a Kranj na severozápadě.

## Zajímavosti v občině
- Zbiljsko jezero - přehrada s vodní elektrárnou

## Vesnice v občině
Belo, Brezovica pri Medvodah, Dol, Dragočajna, Golo Brdo, Goričane, Hraše, Ladja, Medvode, Moše, Osolnik, Preska, Rakovnik, Seničica, Setnica, Smlednik, Sora, Spodnja Senica, Spodnje Pirniče, Studenčice, Tehovec, Topol pri Medvodah, Trnovec, Valburga, Vaše, Verje, Vikrče, Zavrh pod Šmarno Goro, Zbilje, Zgornja Senica, Zgornje Pirniče, Žlebe